# Šumperk (nádraží)
Šumperk je železniční stanice v jižní části stejnojmenného okresního města v Olomouckém kraji v ulici Jesenická nedaleko řeky Desná. Leží na železničních tratích Olomouc–Šumperk, Zábřeh na Moravě – Šumperk, Šumperk – Petrov nad Desnou –Kouty nad Desnou/Sobotín, Šumperk–Krnov. Stanice je elektrizovaná (3 kV ss).

## Historie
První staniční budova byla postavena společností Místní dráha Zábřeh-Sobotín dle typizovaného architektonického vzoru na trati ze stanice Zábřeh, ležící na již postavené trati z Olomouce do Prahy (1845), do Sobotína, pravidelný provoz započal 1. října 1871. Vzniklo zde též nákladové nádraží a lokomotivní točna. Moravská pohraniční dráha následně navázala na existující trať ve Šternberku (postaveno společností Severní dráha císaře Ferdinanda (KFNB)) a 15. října 1873 zprovoznila spojení až do Dolní Lipky. MGB zároveň odkoupila původní místní dráhu. 1. ledna 1889 obousměrně zaústila svou trať firma Rakouská společnost místních drah (ÖLEG) ve směru z Hanušovic ve stanicích Bludov a Postřelmov, díky čemuž bylo možno pokračovat přes peážní trať a polské město Głuchołazy až do Krnova. Po zestátnění MGB v roce 1895 pak obsluhovala stanici jedna společnost, Císařsko-královské státní dráhy (kkStB), po roce 1918 pak správu přebraly Československé státní dráhy.
V roce 1900 bylo z reprezentativních i kapacitních důvodů rozhodnuto o stavbě nové nádražní budovy. Její podobu navrhl vídeňský architekt Theophil von Hansen v neobarokním slohu.[zdroj?] Nápadně přitom připomíná budovu nádraží v polském městě Přemyšl.
Elektrický provoz na trati mezi Zábřehem na Moravě a Šumperkem byl zahájen 26. listopadu 2009, do Koutů nad Desnou v roce 2016 a do Olomouce přes Uničov v roce 2023.[zdroj?]

## Popis
Generální rekonstrukce železniční stanice proběhla v roce 2007. Od té doby se zde nachází se zde jedno boční a dvě poloostrovní nekrytá nástupiště vybavená přístřešky s lavičkami a elektronickým informačním systémem pro cestující. K příchodu na vyvýšená poloostrovní nástupiště slouží bezbariérové přechody přes koleje. V roce 2019 započala demolicí nákladového nádraží výstavba centrálního autobusového a vlakového přestupního terminálu.[zdroj?]
Před stanicí se nachází cyklověž pro parkování jízdních kol.